# Ata-Moschee
Die Ata-Moschee (Urdu مسجد عطاء DMG Masǧid ʿaṭāʾ, deutsch ‚(von Gott) gegeben‘) ist eine Moschee in Flörsheim am Main, die am 24. Juni 2013 vom Oberhaupt der Ahmadiyya Muslim Jamaat, Mirza Masroor Ahmad, feierlich eröffnet wurde.
Die Ata-Moschee ist der Sitz der Ahmadiyya Muslim Jamaat Flörsheim am Main und liegt in der Nähe des Flörsheimer Bahnhofs in der Altkönigstraße. Hierbei wurde ein ehemaliger Lebensmittel-Discounter in eine als architektonisch erkennbare Moschee mit einem etwa 8 Meter hohen symbolischen Minarett, zwei Gebetsräumen, einer Küche, einem Multifunktionsraum und Nassräumen für Männer und Frauen umgewandelt. Die beiden Kuppeln (Durchmesser 3,6 und 2,6 Meter) sind nur von innen sichtbar. Die Außenfassade und die Innenräume des Gebäudes wurden in den Stadtfarben Flörsheims weiß und blau gehalten, was dem Gebäude seine charakteristischen Merkmale verleiht. Die Umbaukosten einschließlich des Grundstücks konnten durch die Hilfe der etwa 157 Mitglieder vor Ort auf 650.000 € begrenzt werden.